# Мемориальный музей Йоханнеса Аавика
Мемориальный музей Йоханнеса Аавика (эст. Aavikute majamuuseum) — учреждение культуры Эстонии, как филиал входит в структуру Сааремааского музея. Расположен в районе Янестекюла города Курессааре по адресу Валлимаа, 7, примерно в одном километре на север от головной организации. Самая популярная достопримечательность города после замка Аренсбург.

## Экспозиция
В музее организована постоянная экспозиция, посвящённая жизни и творчеству новатора эстонского языка Йоханнеса Аавика (1880—1973) и его племянника Йоозепа Аавика, местного деятеля культуры, органиста церкви Святого Лаврентиуса, учителя музыки в местной гимназии, руководителя хора, дирижёра оркестра, директора музыкальных фестивалей и композитора.

## История
В конце XIX века усадьба на месте музея принадлежала садовнику Иоганну Бреннеру (1834—1892). После смерти владельца её купил курессаареский купец Якоб Аавик (отец Йоозепа Аавика) своему брату Михкелю Аавику (отцу Йоханнеса Аавика). Йоханнес Аавик жил в доме своих родителей, будучи школьником в 1898—1902 годах, а затем, в 1919—1926 годах, когда работал учителем эстонского языка в Сааремааской гимназии. С 1961 года по 1989 год в этом доме жил Йозеп Аавик.
Музей был открыт для посетителей 19 июня 1992 года. В июле 2015 года здание было отремонтировано, а 19 января 2016 года открылся музей, прошедший капитальную реконструкцию.
В ходе работ выяснилось, что повреждения бревен здания гораздо существеннее, чем ожидалось, поэтому объем реставрационных работ значительно увеличился. От исторического дома Аавикута сохранились лишь несколько частей, остальное пришлось отстраивать заново. Была также проведена реновация постоянной экспозиции музея, получившей новый дизайн и оснащенная переводом на английский язык.
Местные жители также внесли свой вклад в реконструкцию дома-музея Аавикуте, пожертвовав музею старинные обои для внутренней отделки помещений музея.